# 恩奇

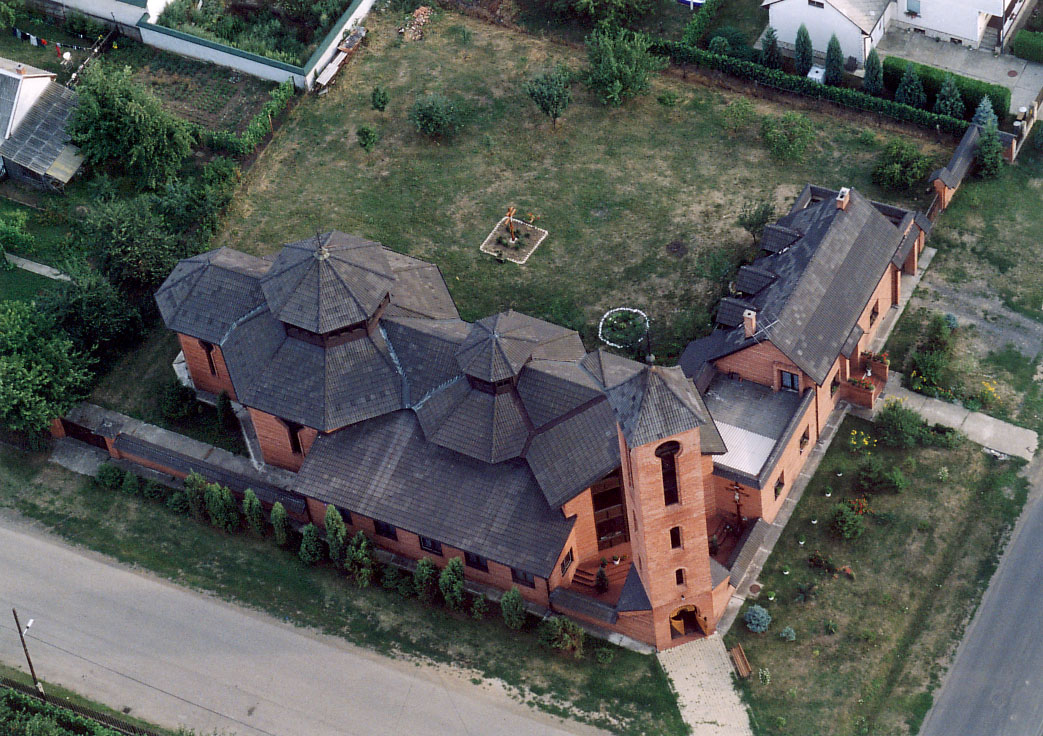

恩奇是匈牙利的城鎮，位於該國東北部，距離首府米什科爾茨30公里，由包爾紹德-奧包烏伊-曾普倫州負責管轄，面積31.13平方公里，海拔高度137米，2011年人口6,197，其中約七成居民信奉天主教。

## 外部連結
- Official website （页面存档备份，存于）